# Universität Lille I

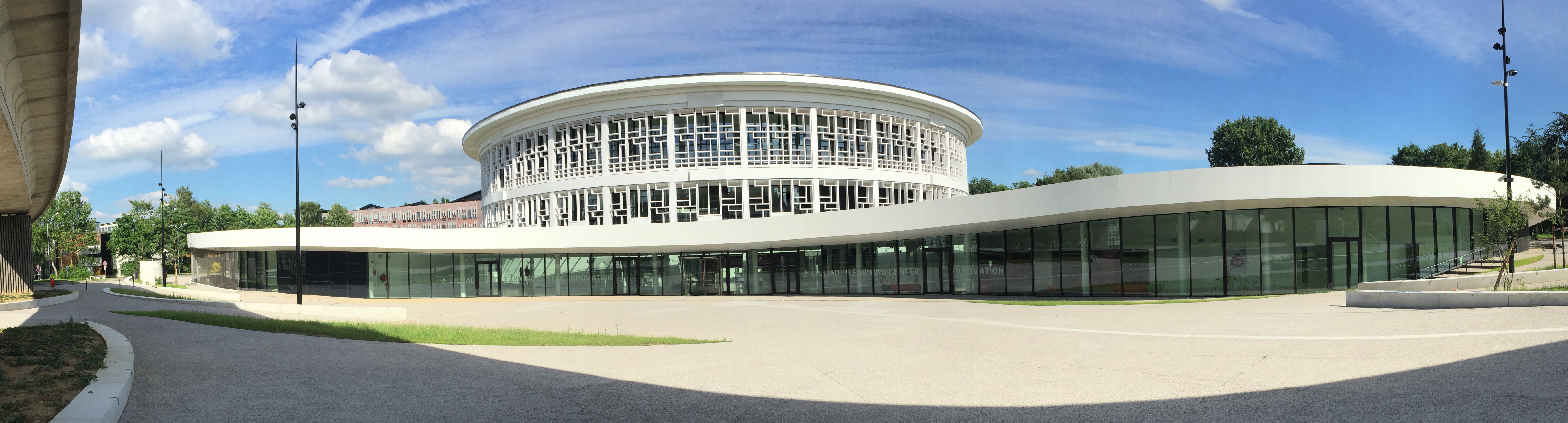
Bibliothek

Die Universität Lille I (französisch: Université Lille 1, von 1970 bis 2009 Université des Sciences et Technologies de Lille) war eine staatliche Universität in Villeneuve d’Ascq (Département Nord) im Großraum Lille in Frankreich.
Gegründet wurde sie 1854 als Faculté des sciences de Lille. Ihre Standorte waren in Lille.  Der Campus liegt seit 1970 in Villeneuve d’Ascq. 2017 beschlossen die drei Universitäten Lille I, II und III ihre Fusion zur Universität Lille, die zum Anfang des Jahres 2018 in Kraft trat.

## Schwerpunkte und bekannte Institute
- École nationale supérieure de chimie de Lille
- École Centrale de Lille
- Institut universitaire de technologie de Lille A
- Institut d’administration des entreprises de Lille

## Persönlichkeiten

### Professoren und Dozenten

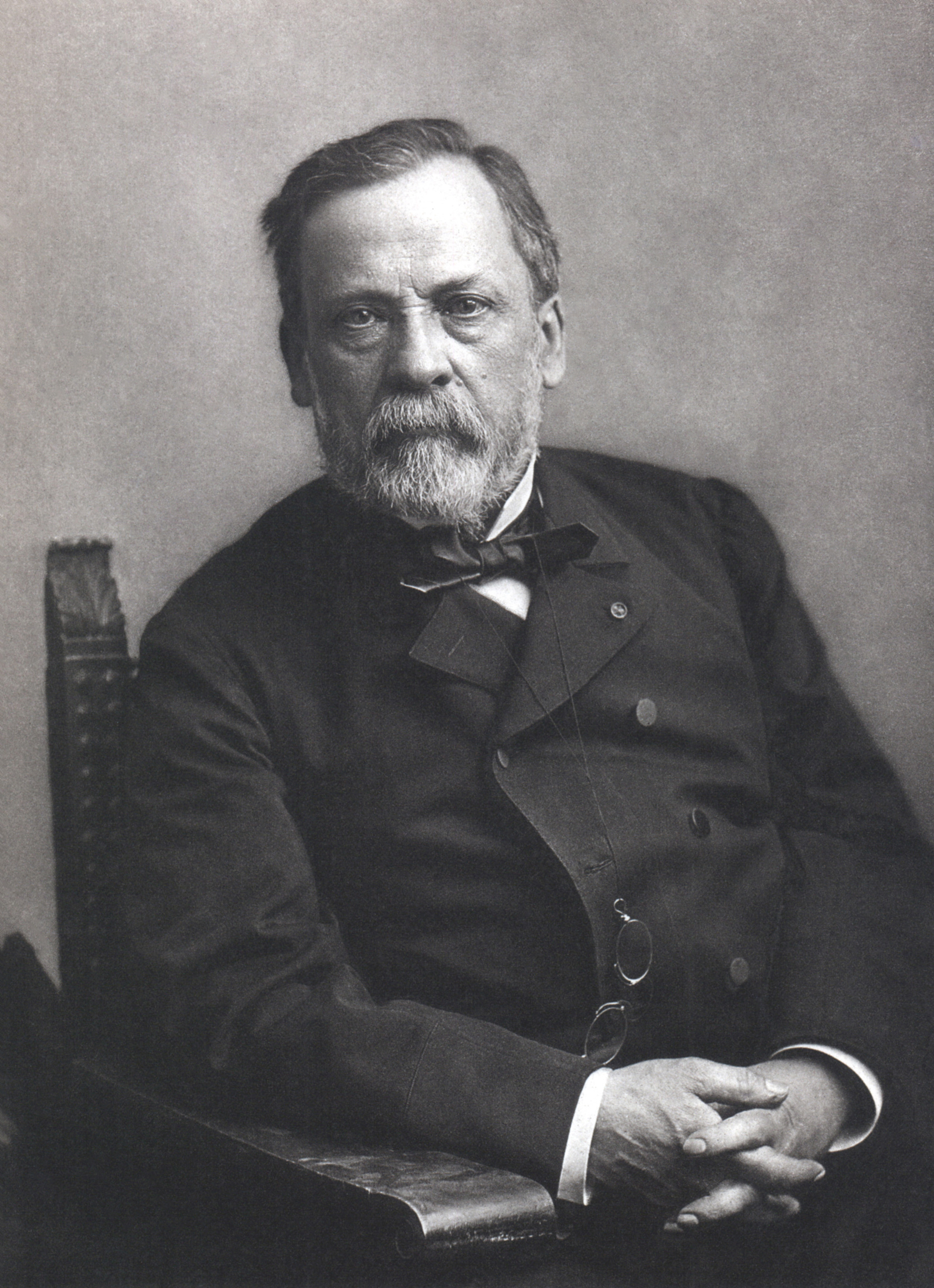
Louis Pasteur

- Charles Barrois (1851–1939), Geologe und Paläontologe.
- Émile Borel (1871–1956), Mathematiker und Politiker.
- Pierre Bourdieu (1930–2002), Soziologe.
- Joseph Boussinesq (1842–1929), Mathematiker und Physiker.
- Henri Cartan (1904–2008), Mathematiker.
- Albert Châtelet (1883–1960), Mathematiker und Politiker.
- Benjamin Corenwinder (1820–1884), Chemiker und Fabrikant.
- Pierre Duhem (1861–1916), Physiker und Wissenschaftstheoretiker/-historiker und Vertreter des Instrumentalismus.
- Jean Pierre Louis Girardin (1803–1884), Chemiker.
- Jules Gosselet (1832–1916), Geologe.
- Vladimir Jankélévitch (1903–1985), Philosoph und Musikwissenschaftler.
- Frédéric Kuhlmann (1803–1881), Chemiker.
- Claude Auguste Lamy (1820–1878), Chemiker und Physiker.
- Szolem Mandelbrojt (1899–1983), Mathematiker.
- Louis Pasteur (1822–1895), Physiker und Chemiker.
- Paul Painlevé (1863–1933), Mathematiker.
- Henri Padé (1863–1953), Mathematiker.
- Georges Sagnac (1869–1926), Physiker.
- Ernest Vessiot (1865–1952), Mathematiker.

### Absolventen

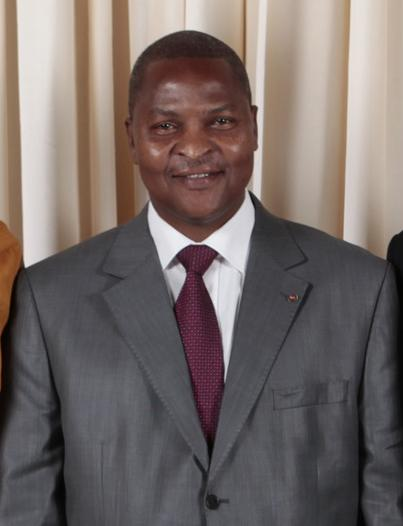
Faustin-Archange Touadéra

- Charles Barrois (1851–1939), Geologe und Paläontologe
- Louis Boëz (1888–1930), Mediziner und Bakteriologe
- Jean Théodore Delacour (1890–1985), Ornithologe
- Jean Hélion (1904–1987), Maler
- Mohammad Ali Mojtahedi (1908–1997), iranischer Universitätsprofessor und auf Lebenszeit ernannter Rektor des Alborz-Gymnasiums
- Jacques Vallée (* 1939), französischer Astronom, Informatiker und Ufologe
- Faustin-Archange Touadéra (* 1957), Politiker in der Zentralafrikanischen Republik